# Адатара
Адатара (яп. 安達太良山) — група вулканів, що лежать на японському острові Хонсю в префектурі Фукусіма.
Адатара складається зі стратовулканів і куполів, найвища точка яких сягає висоти 1700 метрів, за іншими даними 1718 м. Лежить недалеко від узбережжя Японського моря, за 15 км на північний захід від Фукусіми. Сам вулкан і навколишню місцевість покривають лісові масиви. Взимку поблизу схилів вулкана Адатара розвинений гірськолижний туризм.
Адатара входить до комплексу лавових куполів та інших стратовулканів, які примикають до вулкана Адзума. Складений переважно андезитами. Вулкан Адатара формувався в 3 періоди в епоху плейстоцену: 550 000, 350 000, 200 000 років тому. Найбільш активним є кратер Нуманотайра, з якого періодично виходять сірчані гази й розвинена фумарольна активність. У 1900 році внаслідок викидів сірчаних газів загинуло 72 робітники, які добували в околицях вулкана сірку.
15 вересня 1997 року четверо туристів загинули на схилах вулкана в результаті отруєння випарами сірки. Троє з них загинули відразу, четверо інших загинули в результаті спроби вивести загиблих із зони активності вулкана.
Востаннє вулкан проявляв вулканічну активність в 1996 році. У сучасний період вулкан вивергався або викидав значні пари газу понад 12 разів.